# Dee Dee Bridgewater

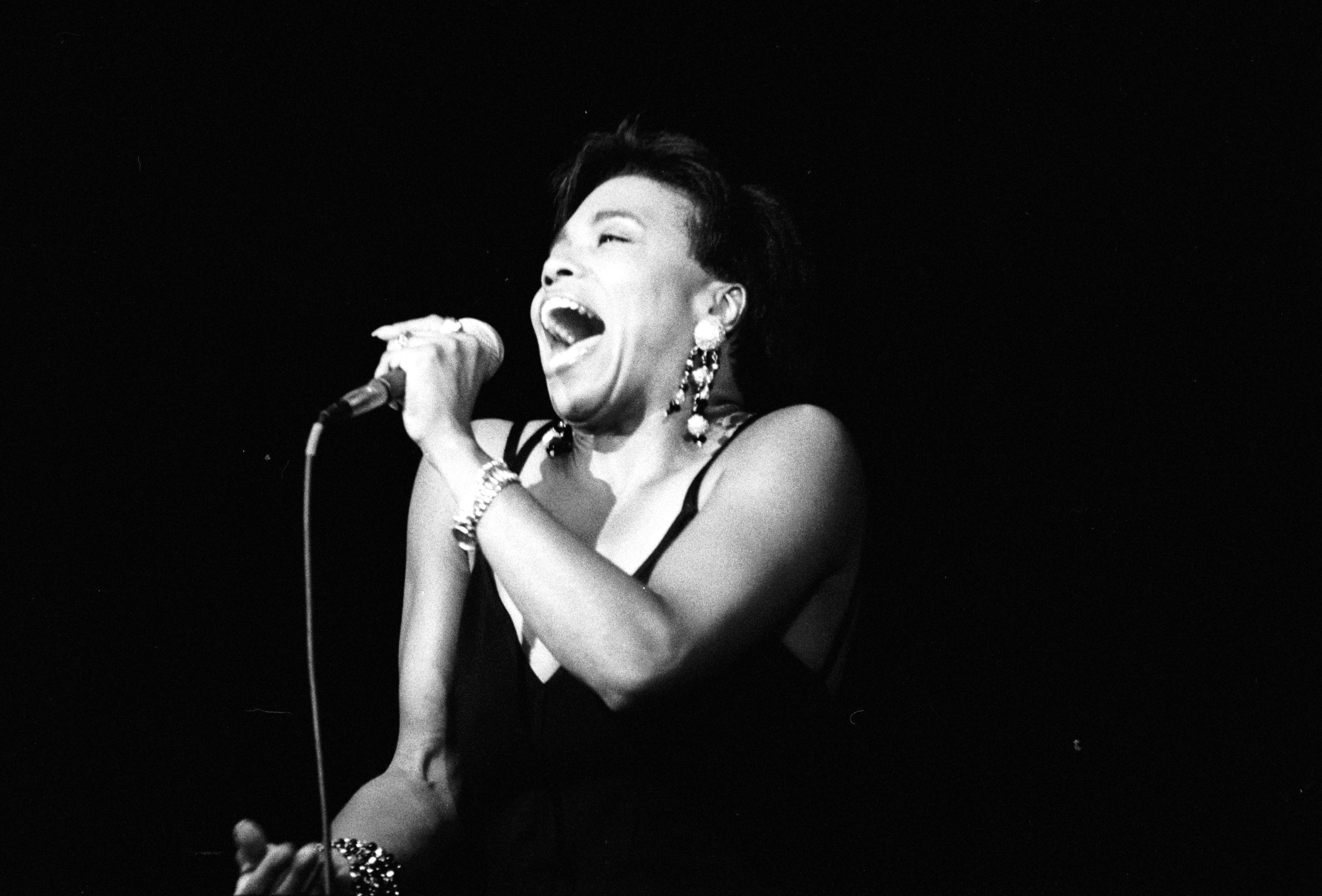
Dee Dee Bridgewater in 1990 in Deauville, Frankrijk.

Dee Dee Bridgewater (Memphis, 27 mei 1950) is een Amerikaans jazzzangeres. Tweemaal won zij een Grammy Award en eenmaal een Tony Award. Zij is presentatrice van de NPR's Syndicated Radio show "JazzSet with Dee Dee Bridgewater" en Amerikaans ambassadeur van de FAO.

## Biografie
Bridgewater werd in Memphis geboren als Denise Eileen Garrett en groeide op in Flint, Michigan. Haar vader, Matthew Garrett, was jazz-trompettist en leraar op Manassas High School, waardoor zij al op vroege leeftijd in aanraking kwam met jazz. Op zestienjarige leeftijd was zij lid van een rhythm´n´blues trio, en zong ze in clubs in Michigan. Op achttienjarige leeftijd studeerde zij aan de Michigan State University, alvorens naar de Universiteit van Illinois in Urbana-Champaign te gaan. Met haar jazz-band toerde zij in de Sovjet-Unie in 1969. Het jaar daarop ontmoette ze trompettist Cecil Bridgewater met wie zij in het huwelijk trad. Het echtpaar verhuisde naar New York, waar Cecil toetrad tot de band van Horace Silver.
In de vroege jaren zeventig was Dee Dee Bridgewater vocalist van Thad Jones-Mel Lewis Jazz-orkest. Dit betekende het begin van haar jazz-carrière, en zij speelde met veel grote jazz-muzikanten van haar tijd, waaronder Sonny Rollins, Dizzy Gillespie, Dexter Gordon en Max Roach. In 1974, verscheen haar eerste solo-album Afro Blue en speelde zij de rol van Glinda de goede Heks in de musical The Wiz op Broadway, waarvoor zij een Tony Award ontving. In de jaren daarna was Bridgewater regelmatig te zien en horen in verschillende grote Amerikaanse musicals.
Na haar Franse toer in 1984 verhuisde zij naar Parijs in 1986. In dat jaar speelde zij Billie Holiday in de productie Lady Day. Eind jaren tachtig verruilde zij de musicalwereld voor de jazz. Zij gaf concerten op het Montreux Jazz Festival in 1990, en in 1994 kon zij haar langgekoesterde droom verwezenlijken om met Horace Silver samen te kunnen werken. In 1994 verscheen Love and Peace: A Tribute to Horace Silver. Met haar hommage-album aan Ella Fitzgerald uit 1997, Dear Ella won Bridgewater in 1998 een Grammy voor Beste Jazz-vocalisten Album, terwijl haar album uit 1998, Live at Yoshi’s haar een Grammy-nominatie opleverde. Vanaf 2000 verdiepte Bridgewater zich in de werken van Kurt Weill, met het album This is New 2002 als resultaat. Haar daaropvolgende album J'ai Deux Amour uit 2005 is een hommage aan het Franse chanson.
Haar album Red Earth, uitgebracht in 2007, is gebaseerd op Afrikaanse thema's en tot stand gekomen in samenwerking met Malinese muzikanten.
In 1992 speelde Bridgewater een gastrol in de Amerikaanse televisieserie Highlander (aflevering ‘The Beast Below’).

## Privéleven
Bridgewater is moeder van drie kinderen: Tulani Bridgewater (uit haar huwelijk met Cecil Bridgewater), China Moses (uit haar huwelijk met theater-, film- en televisieregisseur Gilbert Moses) en Gabriel Durand (uit haar huidige huwelijk met de Franse concertpromotor Jean-Marie Durand).

## Discografie
- Dee Dee's Feathers (2015)
- Midnight Sun (2011)
- Eleanora Fagan (2010)
- Red Earth (2007)
- J'ai Deux Amours (2005)
- This is New (2002)
- Live at Yoshi’s (2000)
- Dear Ella (1997)
- Love and Peace: A Tribute to Horace Silver (1995)
- Keeping Tradition (1993)
- In Montreux (1992)
- Live in Paris (1989)
- Afro Blue (1974)
- Memphis... Yes, I'm Ready (2017)
- Elemental (2025)